# Овен Виланс Ричардсон
Сер Овен Виланс Ричардсон (енгл. Sir Owen Willans Richardson; 26. април 1879 — 15. фебруар 1959) био је британски физичар, професор на Универзитету Принстон од 1906. до 1913. Добитник је Нобелове награде за физику 1928. „за истраживање термионичког феномена и посебно за откриће закона који носи његово име”.

## Биографија
Ричардсон се образовао на Тринити колеџу у Кембриџу, где је студије завршио 1900.
Године 1914. постао је професор физике на Краљевом колеџу у Лондону, где је постао вођа истраживачког одељења. Пензионисао се 1944.
Професионално се бавио истраживањем термионичког ефекта, што је била теоријска основа рада вакуумске цеви.
Интересовао се још и за фотоелектрични ефекат, жиромагнетски ефекат, емисију електрона при хемијским реакцијама, Икс зраке и спектар водоника.
Почасну титулу „сер” добио је 1939.